# Pietra di Bologna (alchimia)

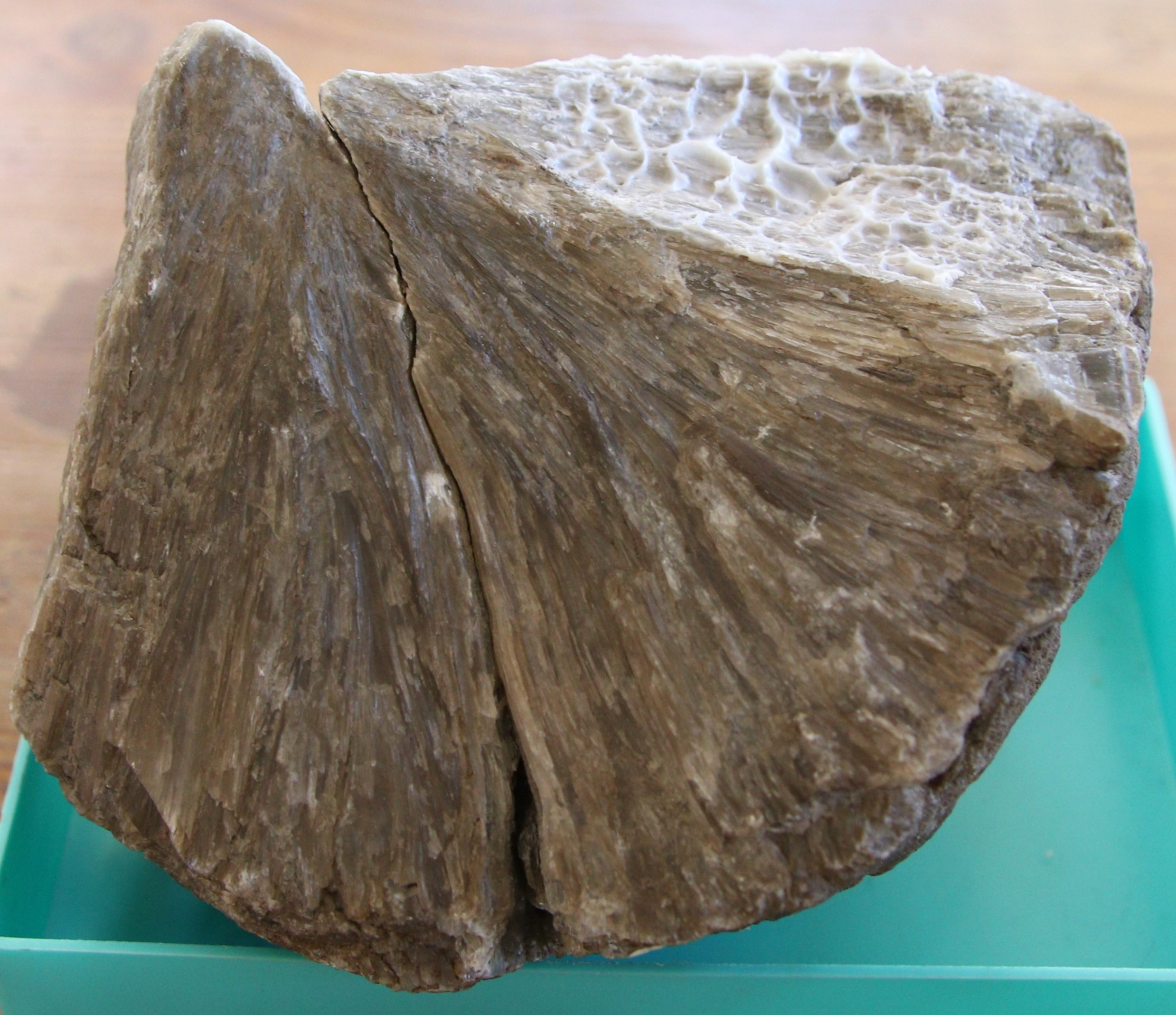
Campione di Pietra di Bologna del Monte Paderno, conservato al Museo di mineralogia Luigi Bombicci di Bologna

La Pietra di Bologna o pietra fosforica bolognese è una pietra fosforescente costituita da barite tipica del Monte Paderno sui colli di Bologna.

## Storia

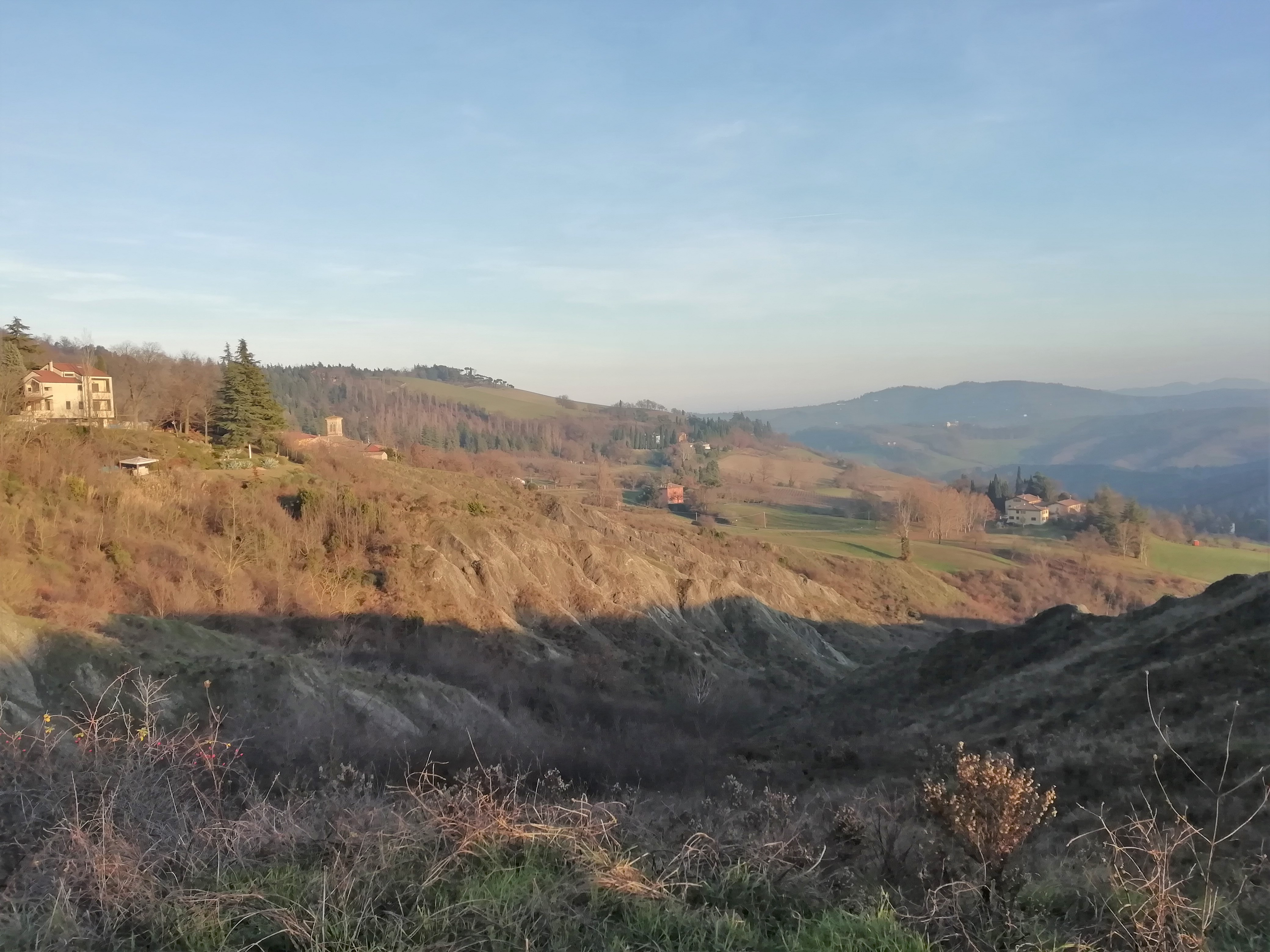
I calanchi di Paderno

Le prime notizie risalgono ai primi anni del XVII secolo, quando il ciabattino bolognese Vincenzo Casciarolo, alchimista dilettante, trovò nei calanchi, alla base del Monte Paderno, sui colli di Bologna, una strana pietra. Casciarolo scoprì che la pietra, dopo essere stata calcinata nel carbone, aveva la capacità di trattenere la luce del sole e riemetterla per un certo tempo. 
Seppure la fosforescenza fosse nota già dall'antichità (ne avevano parlato, fra gli altri, Plinio il Vecchio e Alberto Magno) la scoperta di Casciarolo, datata tra il 1602 e il 1604, attrasse l'interesse degli scienziati. In seguito a questa scoperta, il misterioso materiale divenne noto come Pietra di Bologna, o a volte come pietra luciferina, pietra di luna, spongia lucis (spugna di luce), lapis illuminabilis (pietra illuminabile), lapis lucifer e pietra fosforica(in entrambi i casi, "portatrice di luce") e phosphorus. La pietra era costituita da barite che, una volta macinata e calcinata, si trasforma in solfuro di bario.
La pietra fosforica compare citata per la prima volta da Giulio Cesare Lagalla nel 1612, che però ne dà solo un accenno sommario. Per una descrizione del processo di preparazione della fosforescenza bisogna attendere dieci anni, quando Pierre Potier, nel 1622, pubblica il Pharmacopea Spagyryca (Iacobi Montis, Bologna). 
Poterio attribuisce la scoperta a Scipio Bagatello, noto alchimista bolognese, che l'avrebbe bruciata cercando di ricavarne oro; nell'opera non viene citato il nome di Casciarolo, che sarebbe stato accreditato solo nel 1634 grazie a due lettere pubblicate da Maiolino Bisaccioni (1582-1663) e da Ovidio Montalbani (1602-1671), il quale propose anche di denominare il materiale "lapis casciarolanus". 
Nel 1640, con la pubblicazione da parte del Litheosforus sive de Lapide Bononiensis (Udine) di Fortunio Liceti (1577-1657), la storia di Casciarolo ottiene dignità di pubblicazione, e all'umile ciabattino-alchimista viene attribuito il merito di averla trovata, di averne scoperte le proprietà e di aver mostrato la pietra a Bagatello. Liceti, inoltre, si serve del fenomeno luminoso della pietra di Bologna per attaccare la cosmologia di Galileo Galilei e fondarne una propria: la pietra, secondo la ricostruzione del Liceti, proverrebbe dalla Luna, che non sarebbe un astro simile a quello terrestre, ma avrebbe capacità di emissione di luce propria.
Bagatello, a sua volta, ne avrebbe mostrati dei campioni a vari scienziati, e di mano in mano esemplari della pietra sarebbero giunti a vari sovrani e anche a Galileo Galilei. Si diffuse così la conoscenza delle proprietà del materiale, che ancora però non poteva essere realizzato artificialmente. 
Il mondo alchemico si sforzò di comprendere le proprietà della pietra: Niccolò Cabeo e Athanasius Kircher avanzarono l'ipotesi che la pietra fosse come un magnete per la luce, e che si comportasse come le calamite si comportano con il ferro. Galileo scrisse della pietra, confutando una parte del testo di Liceti che attribuiva le proprietà luminose al "candor lunare".
Il Corso di Chimica di Nicolò Lemery (1645-1715) conteneva alcune tavole relative alla Pietra di Bologna. Oltre alla storia della pietra, nell'opera vi è un resoconto delle proprietà e la spiegazione dettagliata di come trarne il fosforo luminoso, oltre a una teoria che provava a spiegarne la luminosità. Lémery, tuttavia, smentisce i suoi predecessori, affermando che con i metodi usati finora non era possibile ottenere i risultati documentati da Poterio e Liceti.
Nel Dictionnaire de Chimie di Pierre-Joseph Macquer (Parigi, Lacombe, 1769) è presente un'ampia descrizione della Pierre de Boulogne. Le sue proprietà vengono analizzate in un'ottica ancora prettamente alchemica, con riferimenti alla teoria del flogisto, riprendendo ipotesi avanzate da Andreas Sigismund Marggraf e da Georg Ernst Stahl.
Johann Wolfgang von Goethe, nel suo Viaggio in Italia (1786-1788), quando raggiunse Bologna vide la pietra e ne fu affascinato. Ne recuperò degli esemplari, e la citò ne I dolori del giovane Werther.